# 丸山權太左衛門

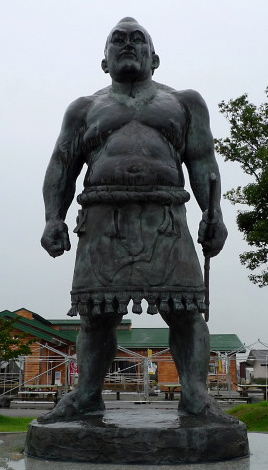
丸山權太左衛門的銅像

丸山權太左衛門（日语：／ Maruyama Gondazaemon；1713年—1749年12月23日），本名芳賀銀太夫，日本江戶時代陸奧國（現宮城縣）出身的相撲力士，也是歷史上第三位橫綱。

## 來歷
他出身陸奥國遠田郡中津山村，17歲時前往江戶，由七ツ森折右衛門訓練。他高197cm和重166公斤，後來離開江戶前往大阪比實。1737年升至西大關，據說他只輸過兩次比賽。
他被認為是一個強大的選手，但並沒有被證明他被授予了橫綱地位。為了紀念他吉田司家從1749年8月讓他成為自己的弟子，但是這並沒有賦予他的橫綱的地位。
他在1749年11月14日死於長崎的巡迴比賽中，死因可能是痢疾，享年37歲。